# Lex van Kreuningen
Lex van Kreuningen (Utrecht, 29 september 1937) is een voormalig Nederlands wielrenner. Hij was prof van 1961 tot en met 1964. Zijn belangrijkste overwinning was de Ronde van Nederland in 1963.

## Overwinningen
- Ronde van Limburg (1960)
- 6e etappe Tour de l'Avenir (1962)
- Eindklassement Ronde van Nederland (1963)
- 1e etappe Tour de l'Avenir (1963)